# Simone Stelzer
Simone Stelzer, född 1 oktober 1969 i Wien, är en österrikisk sångerska och skådespelerska.
Stelzer växte upp i Herzogenburg. Hennes musikaliska karriär började 1984 då hon var medlem i musikgruppen Peter Pan. De fick en hit med singeln A Night in Hippodrome 1985. Stelzer slog igenom som soloartist då hon vann den österrikiska uttagningen till Eurovision Song Contest (ESC) 1990 med bidraget Keine Mauern mehr. I ESC kom hon på en 10:e plats med 58 poäng. Samma år släppte hon debutalbumet Feuer im Vulkan. Hon deltog åter i den österrikiska uttagningen 1994 och kom på 4:e plats med bidraget Radio. Samma år släpptes hennes andra album, Gute Reise, bon voyage, som sålde guld.
Som skådespelare är Stelzer bl.a. känd från TV-serien Tohuwabohu 1992-1998 samt för sin medverkan i filmerna Fröhlich geschieden (1997) och Fröhliche Chaoten (1998).
2006 deltog Stelzer i Dancing Stars, Österrikes motsvarighet till Let's Dance, och uppnådde en 5:e plats. Hon gifte sig 2009 med sin danspartner Alexander Kreissl, som är son till schlagerkompositören Hanneliese Kreissl-Wurth.

## Diskografi
- Feuer im Vulkan (1990)
- Gute Reise, bon voyage (1994)
- Ich liebe Dich (1996)
- Aus Liebe (1998)
- Träume (1999)
- Solang wir lieben (2001)
- Ganz nah (2003)
- Schwerelos (2005)
- Das Beste und mehr (2006)
- Morgenrot (2009)
- Mondblind (2010)
- Pur (2012)
- Das kleine große Leben (2013)